# Canon-Powershot-SX-Reihe
Die Kameras der Digitalkamera-Reihe Canon PowerShot S(X) IS sind sogenannte Superzoom- oder Bridgekameras mit einem hohen optischen Zoomfaktor und vielen Einstellmöglichkeiten. Sie orientieren sich in ihrem Aussehen an den Spiegelreflexkameras. Sämtliche Modelle dieser Reihe besitzen eingebaute Bildstabilisierung und einen Manuell-Modus. Die erste Generation aus den Jahren 2004–2007 trug die Bezeichnung S[x] (S plus einstellige Nummer). Diese Nomenklatur wurde im Jahr 2008 aufgegeben, denn parallel dazu existiert seit 1999 eine Powershot-Serie S[xx] (mit zweistelliger Nummer), die S-Serie.

## SX-Serie
| Modell | Markteinführung | Sensor Auflösung, Größe, Typ  | Objektiv (35 mm equiv) (Zoom) Blendenzahl | Bildprozessor | LC-Display Größe, Auflösung | Speichermedium | Maße B×H×T (mm×mm×mm) | Masse (Gehäuse, g) | Foto | Anmerkung                                   |
| ------ | --------------- | ----------------------------- | ----------------------------------------- | ------------- | --------------------------- | -------------- | --------------------- | ------------------ | ---- | ------------------------------------------- |
| S1 IS  | März 2004       | 3,2 MP 2048 × 1536 1/2,7″-CCD | 38–380 (10×) f/2,8–3,1                    | DIGIC         | 1,5″ schwenkbar 114.000     | CF             | 111,0 × 78,0 × 66,1   | 370                |      | Die erste Kamera dieser Serie               |
| S2 IS  | Juni 2005       | 5,0 MP 2592 × 1944 1/2,5″-CCD | 36–432 (12×) f/2,7–3,5                    | DIGIC II      | 1,8″ schwenkbar 115.000     | SD             | 113 × 78,0 × 75,5     | 405                |      |                                             |
| S3 IS  | Februar 2006    | 6,0 MP 2816 × 2112 1/2,5″-CCD | 36–432 (12×) f/2,7–3,5                    | DIGIC II      | 2,0″ schwenkbar 115.000     | SD, SDHC, MMC  | 113,4 × 78,0 × 75,5   | 410                |      |                                             |
| S5 IS  | Juni 2007       | 8,0 MP 3264 × 2448 1/2,5″-CCD | 36–432 (12×) f/2,7–3,5                    | DIGIC III     | 2,5″ schwenkbar 207.000     | SD, SDHC, MMC  | 117,0 × 80,0 × 77,7   | 450                |      | Die erste Kamera der S-Serie mit Blitzschuh |

## SXx-Serie
| Modell | Markteinführung | Sensor Auflösung, Größe, Typ  | Objektiv (35 mm equiv) (Zoom) Blendenöffnung | Bildprozessor | LC-Display Größe, Auflösung | Speichermedium               | Maße B×H×T (mm×mm×mm) | Masse (Gehäuse, g) | Foto | Anmerkung |
| ------ | --------------- | ----------------------------- | -------------------------------------------- | ------------- | --------------------------- | ---------------------------- | --------------------- | ------------------ | ---- | --- |
| SX1 IS | Dezember 2008   | 10 MP 3648 × 2736 1/2,3″-CMOS | 28–560 (20×) f/2,8–5,7                       | DIGIC 4       | 2,8″ schwenkbar 230.000     | SD, SDHC, MMC, MMC+, HC MMC+ | 128 × 88 × 88         | 585                |      | Nachfolger der S5 IS; Die ersten PowerShot mit CMOS-Sensor; Ein Firmwareupdate ermöglicht das Anfertigen von RAW-Dateien und Full HD-Videos (1080p) |

## SXxx-Serie
| Modell  | Markteinführung | Sensor Auflösung, Größe, Typ    | Objektiv (35 mm equiv) (Zoom) Blendenöffnung | Bildprozessor                 | LC-Display Größe, Auflösung | Speichermedium               | Maße B×H×T (mm×mm×mm) | Masse (Gehäuse, g) | Foto | Anmerkung              |
| ------- | --------------- | ------------------------------- | -------------------------------------------- | ----------------------------- | --------------------------- | ---------------------------- | --------------------- | ------------------ | ---- | ---------------------- |
| SX10 IS | Oktober 2008    | 10 MP 3648 × 2736 1/2,3″-CCD    | 28–560 (20×) f/2,8–5,7                       | DIGIC 4                       | 2,5″ schwenkbar 230.000     | SD, SDHC, MMC, MMC+, HC MMC+ | 124 × 88 × 87         | 560                |      |                        |
| SX20 IS | August 2009     | 12 MP 4000 × 3000 1/2,3″-CCD    | 28–560 (20×) f/2,8–5,7                       | DIGIC 4                       | 2,5″ schwenkbar 230.000     | SD, SDHC, MMC, MMC+, HC MMC+ | 124 × 88 × 87         | 560                |      | Nachfolger der SX10 IS |
| SX30 IS | September 2010  | 14,1 MP 4320 × 3240 1/2,3″-CCD  | 24-840 (35×) f/2,7–5,8                       | DIGIC 4                       | 2,7″ schwenkbar 230.000     | SD, SDHC, MMC, MMC+, HC MMC+ | 123 × 92 × 108        | 601                |      |                        |
| SX40 HS | Oktober 2011    | 12 MP 4000 × 3000 1/2.3″ CMOS   | 24-840 (35×) f/2,7–5,8                       | DIGIC 5                       | 2,7″ schwenkbar 230.000     | SD, SDHC, SDXC               | 123 * 92 × 108        | 600                |      | Nachfolger der SX30 IS |
| SX50 HS | 2012            | 12 MP 4000 × 3000 1/2.3″ CMOS   | 24–1.200 (50×) f/3,4–6,5                     | DIGIC 5                       | 2,8″ schwenkbar 461.000     | SD, SDHC, SDXC               | 123 × 87 × 106        | 595                |      | Nachfolger der SX40 HS |
| SX60 HS | September 2014  | 16 MP 4608 × 3456 1/2,3″-CMOS   | 21–1.365 (65×) f/3,4–6,5                     | DIGIC 6 mit iSAPS-Technologie | 3″ schwenkbar 922.000       | SD, SDHC, SDXC               | 127,6 × 92,6 × 114,3  | 650                |      | Nachfolger der SX50 HS |
| SX70 HS | 2018            | 20,3 MP 5184 × 3888 1/2,3″-CMOS | 21–1.365 (65×) f/3,4–6,5                     | DIGIC 8                       | 3″ schwenkbar 922.000       | SD, SDHC, SDXC               | 127 × 90,9 × 116,6    | 610                |      | Nachfolger der SX60 HS |

## SXxxx-Serie
| Modell   | Markteinführung | Sensor Auflösung, Größe, Typ    | Objektiv (35 mm equiv) (Zoom) Blendenöffnung | Bildprozessor | LC-Display Größe, Auflösung | Speichermedium                     | Maße B×H×T (mm×mm×mm) | Masse (Gehäuse, g) | Foto | Anmerkung |
| -------- | --------------- | ------------------------------- | -------------------------------------------- | ------------- | --------------------------- | ---------------------------------- | --------------------- | ------------------ | ---- | --- |
| SX100 IS | August 2007     | 8,0 MP 3264 × 2448 1/2,5″-CCD   | 36–360 (10×) f/2,8–4,3                       | DIGIC III     | 2,5″ 172.000                | SD, SDHC, MMC, MMC+, HC MMC+       | 108,7 × 71,4 × 46,7   | 265                |      | Kleinere Version der SX-Reihe |
| SX110 IS | September 2008  | 9,0 MP 3456 × 2592 1/2,3″-CCD   | 36–360 (10×) f/2,8–4,3                       | DIGIC III     | 3,0″ 230.000                | SD, SDHC, MMC, MMC+, HC MMC+       | 111 × 71 × 45         | 265                |      | |
| SX120 IS | August 2009     | 10,0 MP 3648 × 2736 1/2,5″-CCD  | 36–360 (10×) f/2,8–4,3                       | DIGIC 4       | 3,0″ 230.000                | SD, SDHC, MMC, MMC+, HC MMC+       | 111 × 71 × 45         | 245                |      | |
| SX130 IS | August 2010     | 12 MP 4000 × 3000 1/2,3″-CCD    | 28–336 (12×) f/3,4–5,6                       | DIGIC 4       | 3,0″ 230.000                | SD, SDHC, SDXC, MMC, MMC+, HC MMC+ | 113 × 73 × 46         | 308                |      | |
| SX150 IS | August 2011     | 14 MP 4320 × 3240 1/2,3″-CCD    | 28–336 (12×) f/3,4–5,6                       | DIGIC 4       | 3,0″ 230.000                | SD, SDHC, SDXC, MMC, MMC+, HC MMC+ | 113 × 73 × 46         | 306                |      | |
| SX160 IS | September 2012  | 16 MP 4608 × 3456 1/2,3″-CCD    | 28–448 (16×) f/3,4–5,9                       | DIGIC 4       | 3,0″ 230.000                | SD, SDHC, SDXC, MMC, MMC+, HC MMC+ | 110 × 73 × 44         | 291                |      | Nachfolger der SX150 IS |
| SX170 IS | 2013            | 16 MP 4608 × 3456 1/2,3″-CCD    | 28–448 (16×) f/3,5–5,9                       | DIGIC 4       | 3,0″ 230.000                | SD, SDHC, SDXC, MMC, MMC+, HC MMC+ | 108 × 71 × 44         | 228                |      | |
| SX200 IS | März 2009       | 12 MP 4000 × 3000 1/2,3″-CCD    | 28–336 (12×) f/3,4–5,6                       | DIGIC 4       | 3,0″ 230.000                | SD, SDHC, MMC, MMC+, HC MMC+       | 103 × 61 × 38         | 220                |      | Anfertigen von HD-Videos |
| SX210 IS | März 2010       | 14 MP 4320 × 3240 1/2,3″-CCD    | 28–392 (14×) f/3,1–5,9                       | DIGIC 4       | 3,0″ 230.000                | SD, SDHC, SDXC, MMC, MMC+, HC MMC+ | 106 × 59 × 32         | 215                |      | |
| SX220 HS | Februar 2011    | 12 MP 4000 × 3000 1/2,3″-CMOS   | 28–392 (14×) f/3,1–5,9                       | DIGIC 4       | 3,0″ 461.000                | SD, SDHC, SDXC, MMC, MMC+, HC MMC+ | 106 × 59 × 33         | 215                |      | |
| SX230 HS | Februar 2011    | 12 MP 4000 × 3000 1/2,3″-CMOS   | 28–392 (14×) f/3,1–5,9                       | DIGIC 4       | 3,0″ 461.000                | SD, SDHC, SDXC, MMC, MMC+, HC MMC+ | 106 × 59 × 33         | 223                |      | Bis auf das integrierte GPS-Modul identisch mit der SX220 HS                                                                                      |
| SX240 HS | März 2012       | 12 MP 4000 × 3000 1/2,3″-CMOS   | 25–500 (20×) f/3,5–6,8                       | DIGIC 5       | 3,0″ 461.000                | SD, SDHC, SDXC                     | 106 × 61 × 33         | 224                |      | |
| SX260 HS | März 2012       | 12 MP 4000 × 3000 1/2,3″-CMOS   | 25–500 (20×) f/3,5–6,8                       | DIGIC 5       | 3,0″ 461.000                | SD, SDHC, SDXC                     | 106 × 61 × 33         | 231                |      | Bis auf das integrierte GPS-Modul identisch mit der SX240 HS                                                                                      |
| SX270 HS | Mai 2013        | 12 MP 4000 × 3000 1/2,3″-CMOS   | 25–500 (20×) f/3,5–6,8                       | DIGIC 6       | 3,0″ 461.000                | SD, SDHC, SDXC                     | 106 × 61 × 33         | 227                |      | |
| SX280 HS | April 2013      | 12 MP 4000 × 3000 1/2,3″-CMOS   | 25–500 (20×) f/3,5–6,8                       | DIGIC 6       | 3,0″ 461.000                | SD, SDHC, SDXC                     | 106 × 63 × 33         | 233                |      | Bis auf das integrierte GPS-Modul und das WLAN-Modul identisch mit der SX270 HS                                                                   |
| SX400 IS | Oktober 2014    | 16,0 MP 4608 × 3456 1/2,3″-CCD  | 24–720 (30×) f/3,4-5,8                       | DIGIC 4+      | 3,0″ 230.000                | SD, SDHC, SDXC                     | 104 × 69 × 80         | 313                |      | Weder GPS- noch WLAN-Modul |
| SX410 IS | Februar 2015    | 20,0 MP 5152 × 3864 1/2,3″-CCD  | 24–960 (40×) f/3,5-6,3                       | DIGIC 4+      | 3,0″ 230.000                | SD, SDHC, SDXC                     | 104 × 69 × 85         | 325                |      | Weder GPS- noch WLAN-Modul |
| SX430 IS | Februar 2017    | 20,5 MP 5152 × 3.864 1/2,3″-CCD | 4,3-193,5 (45×) f/3,5-6,3                    | DIGIC 4+      | 3,0″ 230.000                | SD, SDHC, SDXC                     | 104 × 69 × 85         | 323                |      | Mit WLAN-Modul, NFC |
| SX500 IS | April 2012      | 16,0 MP 4608 × 3456 1/2,3″-CCD  | 24–720 (30×) f/3,4-5,8                       | DIGIC 4       | 3,0″ 461.000                | SD, SDHC, SDXC                     | 104 × 70 × 80         | 341                |      | Verbesserter Autofokus. Nicht kompatibel zu SD/HDC-Speicherkarten mit mehr als 8 GB.                                                              |
| SX510 HS | August 2013     | 12,1 MP 4000 × 3000 1/2,3″-CMOS | 24–720 (30×) f/3,4-5,8                       | DIGIC 4       | 3,0″ 461.000                | SD, SDHC, SDXC                     | 104 × 70 × 80         | 349                |      | Mit WLAN-Modul |
| SX520 HS | 2014            | 16,0 MP 4608 × 3456 1/2,3″-CCD  | 24–1008 (42×) f/3,4-5,8                      | DIGIC 4+      | 3,0″ 461.000                | SD, SDHC, SDXC                     | 119 × 81 × 91         | 442                |      | |
| SX530 HS | Januar 2015     | 16,0 MP 4608 × 3456 1/2,3″-CCD  | 24–1200 (50×) f/3,4-6,5                      | DIGIC 4+      | 3,0″ 461.000                | SD, SDHC, SDXC                     | 120 × 82 × 92         | 442                |      | WLAN-Modul. GPS nur im Verbund mit kompatiblem Smartphone möglich.                                                                                |
| SX600 HS | 2013            | 16,0 MP 4608 × 3456 1/2,3″-CCD  | 25–450 (18×) f/3,8-6,9                       | DIGIC 4+      | 3,0″ 461.000                | SD, SDHC, SDXC                     | 104 × 61 × 26         | 188                |      | |
| SX610 HS | Januar 2015     | 20,2 MP 5184 × 3888 1/2,3″-CMOS | 25–450 (18×) f/3,8-6,9                       | DIGIC 4+      | 3,0″ 922.000                | SD, SDHC, SDXC                     | 105 × 61 × 27         | 191                |      | WLAN-Modul. GPS nur im Verbund mit kompatiblem Smartphone möglich.                                                                                |
| SX620 HS | Juni 2016       | 20,2 MP 5184 × 3888 1/2,3″-CMOS | 25–625 (25×) f/3,2–6,6                       |               | 3,0″ 922.000                | SD, SDHC, SDXC                     | 97 × 57 × 28          | 182                |      | |
| SX700 HS | 2014            | 16,0 MP 4608 × 3456 1/2,3″-CMOS | 25–750 (30×) f/3,2-6,9                       | DIGIC 6       | 3,0″ 922.000                | SD, SDHC, SDXC                     | 113 × 66 × 35         | 245                |      | |
| SX710 HS | Januar 2015     | 20,2 MP 5184× 3888 1/2,3″-CMOS  | 25–750 (30×) f/3,2-6,9                       | DIGIC 6       | 3,0″ 922.000                | SD, SDHC, SDXC                     | 113 × 66 × 35         | 269                |      | WLAN-Modul. GPS nur im Verbund mit kompatiblem Smartphone möglich.                                                                                |
| SX720 HS | April 2016      | 20,3 MP 5184 × 3888 1/2,3″-CMOS | 24–960 (40×) f/3.3 – 6.9                     | DIGIC 6       | 3,0″ 922.000                | SD, SDHC, SDXC                     | 109.7 × 63.8 × 35.7   | 245 270 inkl. Akku |      | Full HD Videoauflösung (1920 × 1080), WLAN (IEEE 802.11 b/g/n – Kanal 1-11) & NFC, GPS über WLAN-Verbindung zum Smartphone und Camera Connect App |
| SX730 HS | April 2017      | 20,3 MP 5184 × 3888 1/2,3″-CMOS | 24–960 (40×) f/3.3 – 6.9                     | DIGIC 6       | 3,0″ 922.000 klappbar       | SD, SDHC, SDXC                     | 110,1 × 63,8 × 39,9   | 276 300 inkl. Akku |      | WLAN (IEEE 802.11 b/g/n), NFC, Bluetooth 4.1 GPS über Mobilgerät mit Canon Camera Connect App                                                     |
| SX740 HS | Juni 2018       | 20,3 MP 5184 × 3888 1/2,3″-CMOS | 24–960 (40×) f/3.3 – 6.9                     | DIGIC 8       | 3,0″ 922.000 klappbar       | SD, SDHC, SDXC                     | 110,1 × 63,8 × 39,9   | 275 299 inkl. Akku |      | 4K UHD Videoauflösung, WLAN (IEEE 802.11 b/g/n – Ch. 1-11), Bluetooth 4.1 Low Energie, GPS über Bluetooth-fähiges Smartphone                      |